# Francis Wallace Grenfell

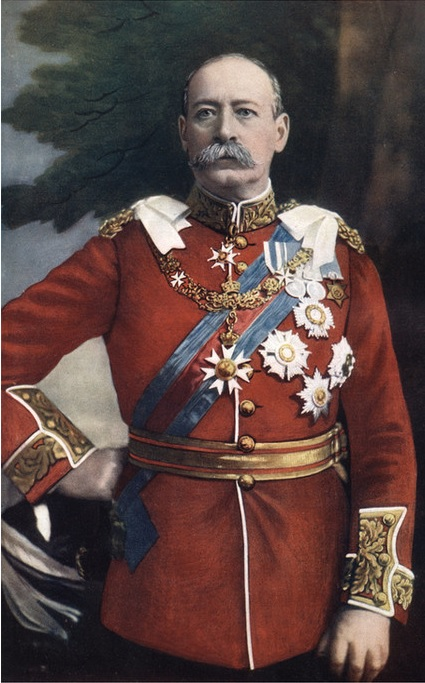
Francis Wallace Grenfell, från Celebrities of the Army, London 1900.

Francis Wallace Grenfell, 1:e baron Grenfell, född 29 april 1841, död 27 januari 1925, var en brittisk militär.
Grenfell blev officer vid infanteriet 1859, generalmajor 1889 general 1899, fältmarskalk 1908 och erhöll avsked samma år. Han deltog med utmärkelse i fälttåget mot zuluerna 1879 och i de egyptiska fälttågen 1882-85 samt var 1885-92 sirdar över egyptiska armén. I denna egenskap nedlade han ett energiskt arbete på arméns reorganisation och lyckades genom sitt intagande av Afafi avvärja hotet från mahdisterna. Efter några års tjänstgöring i Storbritannien återvände Grenfell till Egypten som chef för de brittiska besättningstrupperna 1897-98 samt var därefter guvernör på Malta 1899-1903 och militärbefälhavare på Irland 1904-08. Under första världskriget var han verksam i Röda korsets tjänst.